# 卡亞肯特區

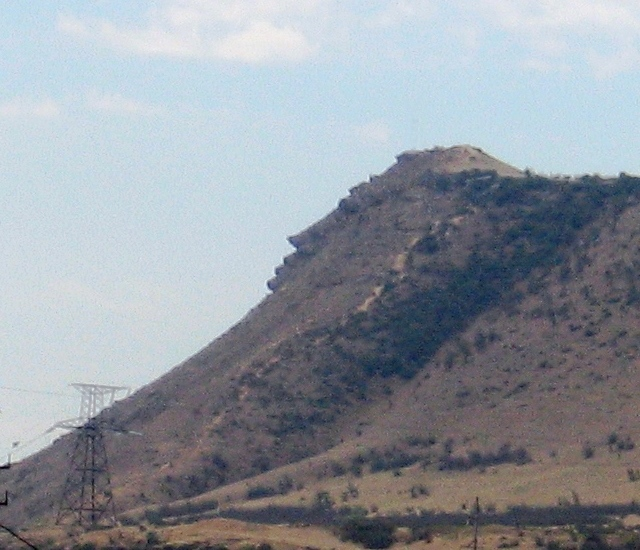

42°23′N 47°59′E / 42.383°N 47.983°E
卡亞肯特區（俄语：Каякентский район），是俄羅斯的一個區，位於該國西南部，由達吉斯坦共和國負責管轄，面積640平方公里，2010年人口54,089，人口密度每平方公里84.51人。